# Dioscorea galeottiana
Dioscorea galeottiana är en enhjärtbladig växtart som beskrevs av Carl Sigismund Kunth. Dioscorea galeottiana ingår i släktet Dioscorea och familjen Dioscoreaceae. Inga underarter finns listade i Catalogue of Life.